# Юинг, Томми
Томас Юинг (англ. Thomas Ewing; род. 2 мая 1937, Ларкхол) — шотландский футболист, полузащитник.

## Карьера

### Клубная карьера
Во взрослом футболе дебютировал в 1956 году в клубе «Партик Тисл», где отыграл пять сезонов, после чего на три сезона перешёл в английский клуб «Астон Вилла».
В 1964 году вернулся в родной клуб «Партик Тисл», отыграв в его составе ещё два сезона, а в 1966 году ненадолго присоединился к «Гринок Мортону». Завершил карьеру футболиста в 1971 году в клубе «Гамильтон Академикал».

### Карьера в сборной
В 1957 году дебютировал в официальных матчах в составе национальной сборной Шотландии. В составе сборной сыграл в двух товарищеских матчах против команд Англии и Уэльса.

### Тренерская карьера
В 1969—1970 годах возглавлял тренерский штаб клуба «Гамильтон Академикал», одновременно являясь и игроком команды.